# Noč do jutra
Noč do jutra (1981) je roman Branka Hofmana o odnosu med nekdanjim preiskovalcem in njegovo žrtvijo.

## Zgodba
V vas zaradi domnevnega umora dekleta Minke pride preiskovalna komisija, vodi jo bivši oznovec Kovač. Peter, med vojno partizan, po vojni dolgo zaprt na Golem otoku, se je v svoji izgubljenosti zatekel k bratu Jožetu v hribovsko gostilno. Ta je bil med vojno komisar in je komaj prebolel občutek izvrženosti. Brata prepričuje, naj se osvobodi preteklosti, a Peter je brez volje in upa. V tem potrkajo na vrata preiskovalci, Jožeta bodo zaslišali kot pričo. Svakinja Marija komaj prepriča Petra naj bo zraven. 
Naključno srečanje hudo pretrese oba, Peter v Kovaču prepozna svojega zasliševalca in hkrati mučitelja, Kovač v Petru svojo žrtev. 
Peter v sebi čuti maščevalnost, saj pred njim oživljajo prizori zasliševanj, nesmiselnih obtožb, okrutnih mučenj, ker ni hotel podpisati priznanja. Spomni na strahote na Golem otoku, udarec, ko so ga po dveh letih izpustili in ga že na Reki spet prijeli. Tudi Kovaču vstajajo spomini, prepričuje se, da je izpolnjeval dolžnost, ubogal ukaze, da je bilo mučenje potrebno in pošteno. Bili so prisiljeni v zlo, da bi preprečili večje zlo, vse, kar je bilo učinkovito, je bilo dovoljeno. Osamljen in utrujen je, vsi se ga izogibajo, pomagati si mora s tabletami. Medtem kriminalist Vajda napreduje v preiskavi umora, odkriva mračne razmere v Minkinem domu. 
Preiskovalci pridejo do zaključka, da je domnevni umor pravzaprav samomor. Pri kozarcu  vina govorijo o današnji mladini. Kovač trdi, da je bila njegova generacija boljša, v smislu, da je imela cilje v življenju, medtem ko jih današnja mladina nima. Kovač je bil mnenja, da so mladi nezadovoljni zato, ker predhodna generacija od njih pričakuje, da se ravnajo po njihovih predstavah.
Razdraženi Peter se zažene v Kovača, vendar ga ta hitro obvlada. Jože besen zdrvi po pištolo, a Marija je orožje že prej skrila, zdaj se obesi na moža in ga ne spusti, dokler preiskovalci ne odidejo. Kljub neuspehu je Petru odleglo, spoznal je, da je vsa njegova generacija ostala praznih rok. Tudi za Minko je prepričan, da je izgubila smisel življenja. Če se z bratom oklepata življenja, se ne zaradi poguma ali moči, ampak zaradi upanja – tolikokrat sta gledala smrti v oči, da znata življenje bolj ceniti! Dela se lep sončen dan, Peter se odloči, da bo zlezel iz skrivališča in odšel v dolino med ljudi.

## Komentarji
Knjiga je torej poglobljena psihološka in eksistencialna analiza doživljanja človeka, ki mu je naključnost usodnih dni spremenila tok življenja. Sporočilo knjige pa ni niti moralizatorsko niti kako drugače ideologizirano: živimo v svetu, kjer moramo v vsakem trenutku potrjevati svoj bit, svoj obstoj - tako ali drugače, odvisno od tega, kje smo in kaj smo, Umetnost in književnost to je, nam daje oporo, da se v njej prepozavamo.  
 (Frane Jerman)